# Es muß Tag werden!
Es muß Tag werden! war eine Zeitung, die im Winter 1848/49 in München erschien. Sie trug den Untertitel „Organ der Arbeiter“ und wurde von dem Schneidergesellen A. Nißle herausgegeben, einem eifrigen und radikalen Publizisten der Revolution, der sich selbst als „Arbeiter“ bezeichnete und eine noch radikalere Einstellung hatte als Sebastian Danzer.
Die Zeitung war revolutionsfreundlich und radikal-demokratisch ausgerichtet und vertrat republikanische, antiklerikale Ideen. Sie erschien ab dem 6. Dezember 1848 mittwochs und samstags. Am 22. Januar, also bereits nach der dreizehnten Ausgabe, stellte sie ihr Erscheinen ein, weil sie von den Behörden verfolgt wurde.
Es muß Tag werden! gehörte zu einer Fülle von Zeitungen, die mit Aufhebung der Pressezensur im März 1848 entstanden, zumeist aber nur bis Ende 1850 existierten. Das sehr differenzierte parteipolitische Spektrum reichte in diesen Blättern von radikal-demokratischen bis hin zu ultramontan konservativen Positionen. Diese publizistische Blüte hatte eine nachhaltige Politisierung des öffentlichen Diskurses zur Folge, der lange über das Verschwinden der meisten Zeitungen um 1849/50 nachwirkte.